# Хостинский виадук
Хо́стинский виаду́к — автодорожный мост в Хостинском районе города Сочи Краснодарского края России. Расположен на федеральной трассе А147 Джубга — Сочи над микрорайоном Хоста и долиной реки Хоста у впадения её в Чёрное море.

## Описание
Мост не является виадуком в полном смысле слова (по конструкции), а является мостом не столько над рекой, сколько над землёй, сокращая проезд по городу. Виадуком конструкция называется исторически, по аналогии с расположенными в том же административном районе Мацестинским и Верещагинским.
Начинается с северо-запада от Хостинского тоннеля, идущего через мыс Видный, пересекает долину реки Хосты и заканчивается развязкой на пересечении с Новороссийским шоссе. Оканчивается на юго-востоке развязкой с улицей 50 лет СССР.
В закрытом конкурсе, организованном Минтрансстроем, приняли участие 18 вариантов эстакады. В итоге проектирование было поручено Гипротрансмосту.
У моста-эстакады длиной 1332 м сложная конфигурация. В плане эстакада расположена на двух круговых кривых с радиусом 700 м и на двух кривых с радиусом 3000 м. Из 1332 м общей длина протяжённость кривых составляет 1280 м.
Эстакада балочной системы, из сборного железобетона с пролетами от 20 до 50 м. Опоры эстакады поднимаются на высоту до 20 метров, они также выполнены из сборного железобетонна. Фундаменты опор устроены в открытых котлованах, на опускных колодцах и сваях-оболочках.